# Henning Otte

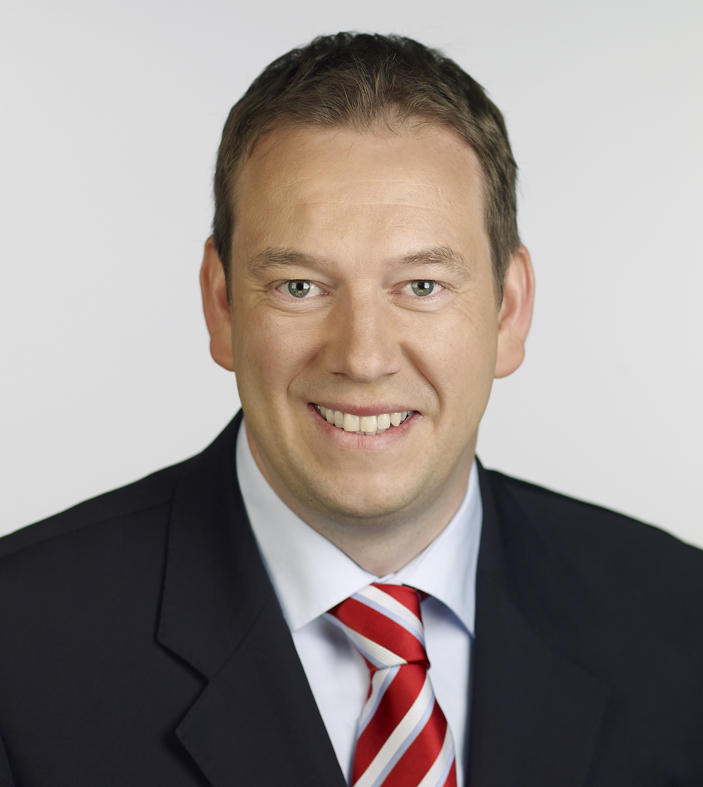
Henning Otte (2009)

Henning Rudolf Helmut Otte (* 27. Oktober 1968 in Celle) ist ein deutscher Politiker (CDU). Er ist seit 2025 Wehrbeauftragter des Deutschen Bundestages. Von 2005 bis 2025 war er Mitglied des Deutschen Bundestages.

## Leben und Beruf
Nach dem Abitur am Christian-Gymnasium in Hermannsburg ging Otte zur Bundeswehr und durchlief eine Ausbildung zum Offizier beim Panzerbataillon 333 in Celle. Anschließend absolvierte er eine Ausbildung zum Bankkaufmann bei der Sparkasse Celle und schloss ein Studium der Rechtswissenschaft an der Universität Hamburg als bac. iur. ab. Otte war bei der Sparkasse Celle angestellt und zuletzt als Prokurist in einem mittelständischen Stahlbauunternehmen tätig.
Henning Otte ist evangelisch, verheiratet und Vater von vier Kindern.

## Partei
Otte trat 1994 in die CDU ein und gehört seit 1999 dem Vorstand des CDU-Kreisverbands Celle, von 2011 bis 2021 als Vorsitzender, an. 2006 bis 2011 war er Mitglied im Vorstand der Europäischen Volkspartei (EVP) und seit 2007 ist er stellvertretender Vorsitzender des CDU-Bezirksverbandes Nordostniedersachsen. Von 2014 bis 2016 war er Mitglied des Präsidiums der CDU-Niedersachsen, seit 2017 Mitglied im Landesvorstand. Seit 2016 ist er Mitglied im Bundesvorstand der CDU, bis 2024 als Mitgliederbeauftragter, seither als Beisitzer.

## Abgeordneter

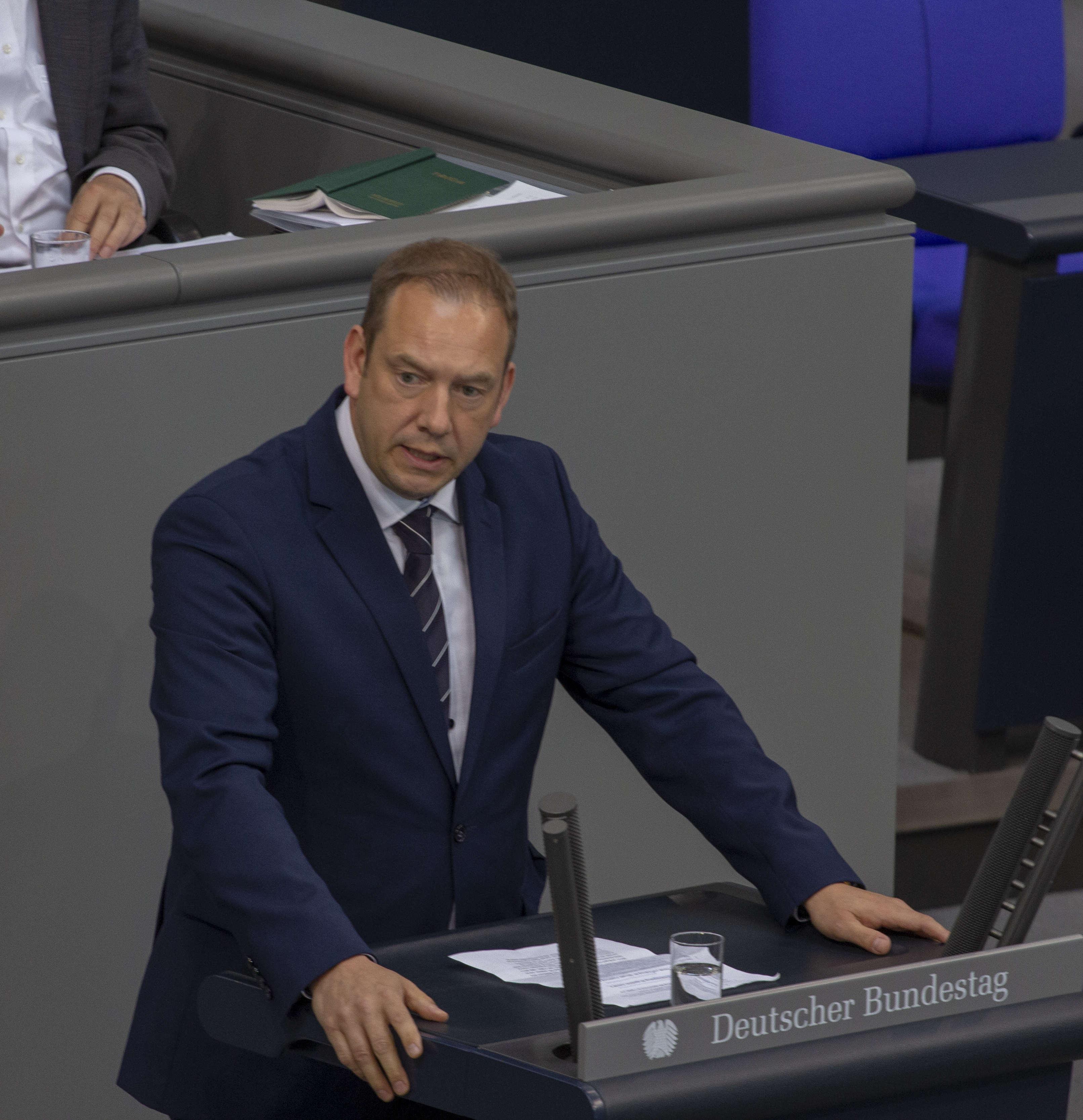
Henning Otte im Deutschen Bundestag (2019)

Seit 1996 gehört Otte dem Kreistag des Landkreises Celle an. Von 2001 bis 2021 war er stellvertretender Landrat des Landkreises Celle. Er war außerdem Mitglied im Bergener Ortsrat Eversen und von 1996 bis 2021 im Rat der Stadt Bergen.
2005 wurde er Mitglied des Deutschen Bundestages, in den er über die Landesliste Niedersachsen einzog. 2009 gewann er das Direktmandat im Bundestagswahlkreis Celle–Uelzen. 2013, 2017, 2021 und 2025 konnte er das Direktmandat verteidigen. Im Zuge seiner Wahl zum Wehrbeauftragten legte er sein Bundestagsmandat am 5. Juni 2025 nieder. Für ihn rückte Reza Asghari in den Bundestag nach.
Er war ordentliches Mitglied des Verteidigungsausschusses und stellvertretendes Mitglied des Auswärtigen Ausschusses des Deutschen Bundestages. Von Januar 2014 bis Dezember 2021 war er Vorsitzender der Arbeitsgruppe Verteidigung der CDU/CSU-Bundestagsfraktion und damit deren verteidigungspolitischer Sprecher. Ab Februar 2022 war er stellvertretender Vorsitzender des Verteidigungsausschusses des Deutschen Bundestages. Ab Dezember 2021 war er Fachsprecher für Ländlichen Raum der CDU/CSU-Bundestagsfraktion. Zudem war Otte ordentliches Mitglied in der Parlamentarischen Versammlung der NATO. Ab 2019 war Otte Delegationsmitglied der Deutsch-Französischen Parlamentarischen Versammlung.

## Wehrbeauftragter
Am 21. Mai 2025 wurde Otte zum Wehrbeauftragten des Deutschen Bundestages gewählt.

## Tätigkeiten in rüstungspolitischen Organisationen
Otte war bis 2017 Vizepräsident der Deutschen Gesellschaft für Wehrtechnik und ist Mitglied des Präsidiums im Förderkreis Deutsches Heer. Otte legte diese Nebentätigkeiten im August 2014 auf Nachfrage von Journalisten offen.
Otte wurde im Mai 2020 Vizepräsident des Förderkreises Deutsches Heer e. V.